# 奧地利的瑪麗亞·阿馬利婭 (1746年—1804年)
瑪麗亞·阿馬利婭（英語：Maria Amalia，1746年2月26日—1804年6月18日）是奥地利女大公和帕尔马公爵费迪南多的妻子。
瑪麗亞·阿馬利婭是神圣罗马帝国皇后玛丽亚·特蕾西亚和丈夫弗朗茨的第八名孩子。跟她的姐妹一样，瑪麗亞·阿馬利婭從小就被培養成為未來合適的王后。瑪麗亞·阿馬利婭和她的母亲关系很差，二人的关系最后因玛丽亚·特蕾西亚強迫她嫁給帕尔马公爵而破裂。